# Bitwa pod Biłgorajem (1863)
Bitwa pod Biłgorajem – niewielka bitwa okresu powstania styczniowego. Miała miejsce 2 września 1863 w okolicach Biłgoraja, zakończyła się taktycznym sukcesem polskich wojsk powstańczych, które uniknęły rozbicia przez Rosjan.

## Opis bitwy

### Tło wydarzeń
Od pierwszych dni trwania powstania styczniowego, tzn. od stycznia 1863, region Biłgoraja był terenem nasilonych działań zbrojnych. Niemal od razu po wybuchu insurekcji, w dniach 22-23 stycznia 1863, odbyła się koncentracja okolicznych mieszkańców, którzy zdecydowali się przyłączyć do oddziałów powstańczych; miała ona miejsce w miejscowości Puszcza Solska, stanowiącej wówczas południowe przedmieście.
Nasilenie działań w bezpośrednim otoczeniu miasta wynikało z dwóch przyczyn:
- w odległości od 15 do 25 km na południe i zachód od niego przebiegała granica rosyjsko-austriacka; przez tę granicę przechodziły oddziały powstańcze, które w Galicji znajdowały schronienie i miały możliwość prowadzenia działań organizacyjnych oraz werbunkowych;
- okolice Biłgoraja są terenem mocno zalesionym, gdyż pokrywają je lasy Puszczy Solskiej; takie warunki geograficzne znacznie ułatwiały działalność grup powstańczych, walczących w sposób partyzancki[2].

W sierpniu 1863 powstańcze władze wojskowe podjęły decyzję, dotyczącą kierunków działań wojennych w nadchodzącym okresie jesiennym. Jednym z jej następstw było wkroczenie na teren województwa lubelskiego wojsk powstańczych, które w Galicji organizował płk Marcin Borelowski ps. Lelewel; oddział ten przekroczył granicę państwową w okolicy Tarnogrodu nocą z 25 na 26 sierpnia.
Powstańcy pod dowództwem Lelewela po przejściu granicy przyjęli w swoje szeregi kolejnych ochotników, a następnie rozbili obóz w okolicy miasteczka Józefów. Na wieść o zbliżaniu się wojsk rosyjskich oddział powstańczy zwinął obóz i skierował się na zachód, w stronę Biłgoraja. 1 września 1863 żołnierze Lelewela stali na przedmieściach, w sąsiedztwie wioski Wola, a do miasta wysłali rekonesans, na czele którego stanął kpt. Zdzisław Skłodowski.
W tym samym czasie w okolicy miasta operował oddział powstańczy, którym dowodził płk Kajetan Cieszkowski ps. Ćwiek. Oddział Ćwieka przybył z rejonu Sandomierza, a jego zadaniem było odwrócenie uwagi Rosjan od przekraczających granicę wojsk Lelewela.

### Przebieg starcia
2 września 1863 nad ranem oddział Ćwieka, maszerujący od strony Kraśnika, ruszył do Biłgoraja. Na przedmieściach, w okolicach wioski Bojary, powstańcy zostali zaatakowani przez wojska rosyjskie w sile 4 rot piechoty, dysponujących dwoma działami oraz jednostkami kawalerii. Wojska te wysłał płk Miednikow, a dowodził nimi mjr Mikołaj Sternberg. Pod rosyjskim ostrzałem powstańcy rozpoczęli odwrót w kierunku północno-zachodnim, w stronę wioski Bukowa; odwrót ten przez dwie godziny był osłaniany przez dwie tyraliery, którymi osobiście dowodził Ćwiek.
W tym samym czasie do Biłgoraja udał się kolejny, drugi już rekonesans, wysłany przez oddział Lelewela; na jego czele stał – jak wcześniej – kpt. Zdzisław Skłodowski. Oprócz niego w szeregach znajdowali się m.in. oficerowie kpt. Aleksander Stępnicki i rtm. Augustyn Valentin. Około wpół do siódmej wieczorem żołnierze Skłodowskiego usłyszeli toczącą się na przedmieściach bitwę. Po naradzie podjęto decyzję o wysłaniu gońca z informacją do Lelewela i o natychmiastowym wsparciu oddziału Ćwieka. Powstańcy wyszli z miasta i rozpoczęli natarcie na tyły Rosjan; mimo ostrzału artylerii i kontrataku jazdy nie ponieśli strat. Broniący się od kilku godzin żołnierze Ćwieka mogli dzięki temu spokojnie ujść do lasu.
Po otrzymaniu informacji od gońca Lelewel postanowił ruszyć na pomoc walczącym razem z całym oddziałem; jednak ruszywszy, otrzymał kolejną informację, mówiącą o tym, że zaatakowani przez kpt. Skłodowskiego Rosjanie wycofali się. Nie byli oni skłonni do ścigania powstańców nocą przez lasy Puszczy Solskiej, gdyż wiązało się to ze zbyt dużym ryzykiem.

### Następstwa
Po potyczce doszło do spotkania oddziałów Ćwieka i Lelewela; połączyły się one w jeden związek taktyczny. Następnego dnia, 3 września, całość zgrupowania skierowała się na wschód od Biłgoraja. Kilkanaście kilometrów dalej, na roztoczańskich wzgórzach w okolicy wioski Panasówka, doszło do kolejnego starcia. Bitwa pod Panasówką, zwycięska dla strony polskiej, była jedną z największych bitew w czasie powstania styczniowego. W jej wyniku zginęło 35 polskich powstańców i około 360 Rosjan.